# Lynn Herring
Sheryl Lynn Herring (Enid, 22 settembre 1958) è un'attrice statunitense. È famosa soprattutto per il ruolo di Lucy Coe in General Hospital.

## Biografia
Lynn Herring nasce a Enid (Oklahoma) il 22 settembre 1958. La sua grande occasione come attrice arriva nel 1986 quando entra nel cast della soap opera General Hospital nel ruolo della bibliotecaria Lucy Coe. Dopo sei anni lascia il ruolo per entrare nel cast della soap opera Il tempo della nostra vita nel 1992 nel ruolo di Lisanne Gardner. Lascia quel ruolo nello stesso anno per poi tornare nel ruolo di Lucy Coe nella soap opera General Hospital rimanendo fino al 1997 quando poi riprende lo steso ruolo nello stesso anno nello spin-off della soap, Port Charles rimanendo fino al 2003. Torna brevemente al General Hospital nel 2004. Nel 2009 entra nel cast della soap opera Così gira il mondo nel ruolo di Audrey Coleman per soli 26 episodi. Nel 2012 torna a General Hospital nel ruolo di Lucy Coe. Nel corso della sua carriera appare in serie tv come Premiata agenzia Whitney, Quincy, Maine, Matt Houston, Cutter to Houston, Tucker's Witch, Mike Hammer investigatore privato, Jessie, Hotel, T.J. Hooker, Riptide, Detective per amore, I Colby e L.A. Law - Avvocati a Los Angeles.

### Vita privata
Nel 1981 Herring sposa l'attore Wayne Northrop e rimane sposata con lui fino alla morte dell'uomo avvenuta nel 2024. Assieme hanno avuto due figli: Hank Wayne nato il 9 gennaio 1991 e Grady Lee nato il 20 luglio 1993.

## Filmografia

### Cinema
- Roller Boogie (1979)
- Pandemonium (1982)

### Televisione
- Premiata agenzia Whitney - serie TV, 1 episodio (1980)
- Quincy, Maine - serie TV, 1 episodio (1981)
- Matt Houston - serie TV, 2 episodi (1982-1983)
- Cutter to Houston - serie TV, 1 episodio (1983)
- Tucker's Witch - serie TV, 1 episodio (1983)
- Mike Hammer investigatore privato - serie TV, 3 episodi (1984)
- Jessie - serie TV, 1 episodio (1984)
- Hotel - serie TV, 1 episodio (1984)
- T.J. Hooker - serie TV, 1 episodio (1984)
- Riptide - serie TV, 1 episodio (1984)
- Detective per amore - serie TV, 1 episodio (1985)
- I Colby - soap opera, 1 episodio (1986)
- General Hospital - soap opera (1986-2001, 2004, 2012-in corso)
- L.A. Law - Avvocati a Los Angeles - serie TV, 1 episodio (1987)
- Il tempo della nostra vita - soap opera (1992)
- Port Charles - soap opera (1997-2003)
- Così gira il mondo - soap opera (2009)